# 陸羽茶室槍殺案
陸羽茶室槍殺案是香港一宗因商業利益而引發的著名買兇殺人案。案發於2002年11月30日港島中環陸羽茶室，香港商人林漢烈於品茗時被職業殺手近距離連開兩槍射殺。事後槍手及買兇者八人於深圳被捕，由深圳市中級人民法院宣判，殺手楊文判處死刑，地產商楊家安及其餘兩名港籍主謀判處無期徒刑、兩名幫兇被判十三年徒刑，其餘兩人無罪釋放。

## 人物關係
- 林漢烈：觀瀾湖高爾夫球會會藉包銷人，曾因楊家安欠其2億元債務而申請將其業務清盤，於開庭前被楊買兇槍殺。[4]
- 楊文：案中殺手，原籍湖南益陽沅江市人，廣東下崗戶，退役解放軍軍人；因槍殺林漢烈被判死刑。
- 楊家安：香港元朗家安花園地產發展商，前麗的電視演員及龍虎武師，喜愛打高球識朋友；他被指是槍殺案幕後主腦，被判無期徒刑。[5]
- 劉一賢、謝冰：香港人，兩人被指是楊家安的共犯；被判無期徒刑。
- 張志新：幫兇及放哨人；被判有期徒刑十三年。
- 鄔衛吾：楊文友人；被判有期徒刑三年，但因判刑時已被羈押超過3年而被當庭釋放。
- 何可夫：楊家安的姨甥；因證據不足，被判無罪釋放。
- 崔銘揚：楊家安的司機；因證據不足，被判無罪釋放。